# Liste der Nationalparks in Island
| Snæfellsjökull |

| Vatnajökull |

| Þingvellir |

| Jökulsárgljúfur |

| Skaftafell |

 aktuelle Nationalparks

 frühere Nationalparks
In Island gibt es seit 2008 drei Nationalparks und davor gab es vier Nationalparks. Die beiden Parks Jökulsárgljúfur und Skaftafell sind seit 2008 Teil des Vatnajökull-Nationalparks, der außerdem der größte Nationalpark Europas ist.
| \| \| |
|       |

|  |

| \| \| |
|       |

|  |

| \| \| |
|       |

|  |

| \| \| |
|       |

|  |

| \| \| |
|       |

|  |